# Цивільне будівництво

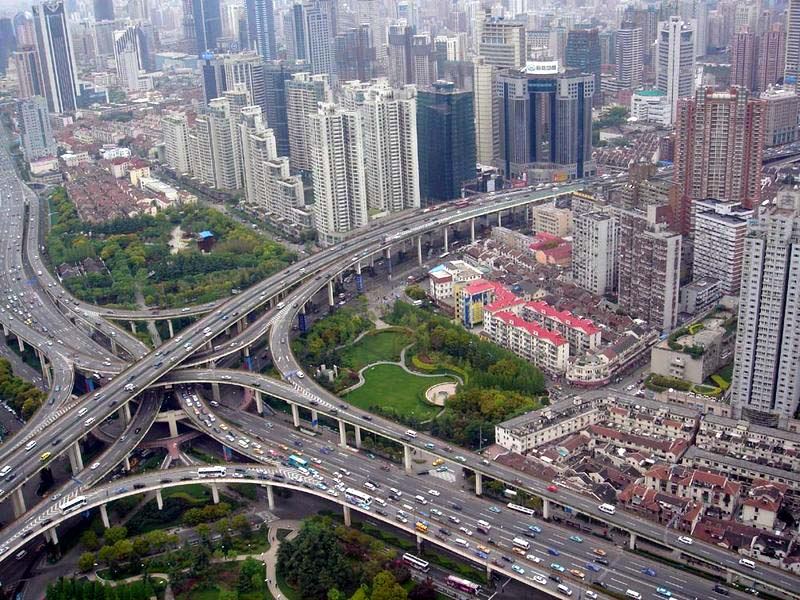
Об'єкти цивільного будівництва. Шанхай, Китай.

Цивільне будівництво (цивільна інженерія, англ. civil engineering) — будівельна галузь, що займається зведенням будівель і споруд цивільного призначення.

## Загальні відомості
Цивільне будівництво, займаючись створенням об'єктів цивільного призначення, включає такі об'єкти як мости, шосейні дороги, залізниці та вокзали, швидкісні системи міського транспорту, тунелі, аеропорти, промислові підприємства, житлові будинки і адміністративні будівлі, готелі, гаражі, монументи, греблі, причали, канали, водні шляхи, іригаційні системи, водоводи і установки для обробки води, системи переробки сміття, промислових і комунальних стічних вод, берегоукріплювальні споруди, лінії електропередач і тощо.
Потреби цивільного будівництва вимагають проведення таких досліджень, як вивчення властивостей застосовуваних матеріалів, особливостей місцевості, в тому числі характеристик ґрунтів і різних гідравлічних параметрів. До галузі цивільного будівництва примикають такі дисципліни, як архітектура, іригація, транспорт, ґрунтознавство, геодезія, гідрологія, а також технологія будівництва в різних умовах експлуатації, включаючи сейсмонебезпечні зони.
Об'єкти, що зводяться в ході цивільного будівництва, можуть бути капітальними і тимчасовими. До перших відносяться всі будівлі і споруди, передбачені проектно-кошторисною документацією і є невід'ємною частиною споруджуваного комплексу. Тимчасовими вважаються будівлі і споруди, збудовані на час проведення будівельно-монтажних робіт. Це можуть бути тимчасові під'їзні дороги, побутові приміщення та інші об'єкти, призначені для створення необхідних умов будівельникам на весь період роботи. По закінченню будівництва тимчасові об'єкти підлягають демонтажу і прибираються з території.
Для початку будівельних робіт на території України необхідно отримати дозвіл на виконання будівельних робіт. Будь-які будівництво без оформлення вище зазначених документів називається "Самобудом" або самочинне будівництво. Таку нерухомість заборонено вводити в експлуатацію чи овормлювати на неї право власності.